# شهرداری کوتور
شهرداری کوتور (به لاتین: Kotor Municipality) یک منطقهٔ مسکونی در مونته‌نگرو است که در مونته‌نگرو واقع شده‌است. شهرداری کوتور ۳۳۵ کیلومتر مربع مساحت و ۲۲٬۶۰۱ نفر جمعیت دارد.